# Alberjat
Alberjat était un troubadour de la deuxième moitié du XIIIe siècle.
Il semble également correspondre au troubadour dénommé simplement Albert.
Il nous est connu par deux de ses œuvres: un partimen écrit avec Simon Doria, et une tenson écrite avec Gaudi.